# Cadoneghe
Cadoneghe is een gemeente in de Italiaanse provincie Padua (regio Veneto) en telt 15.204 inwoners (31-12-2004). De oppervlakte bedraagt 12,9 km², de bevolkingsdichtheid is 1179 inwoners per km².
De volgende frazioni maken deel uit van de gemeente: Mejaniga, Bragni, Bagnoli.

## Demografie
Cadoneghe telt ongeveer 5708 huishoudens. Het aantal inwoners steeg in de periode 1991-2001 met 8,0% volgens cijfers uit de tienjaarlijkse volkstellingen van ISTAT.
| Jaar | Inwoneraantal |
| ---- | ------------- |
| 1991 | 13.660        |
| 2001 | 14.755        |

## Geboren in Cadoneghe
- Franco Testa (1938-2025), wielrenner

## Geografie
Cadoneghe grenst aan de volgende gemeenten: Campodarsego, Padova, Vigodarzere, Vigonza.